# 圣尼古拉曼弗雷迪
圣尼古拉曼弗雷迪（義大利語：San Nicola Manfredi），是意大利贝内文托省的一个市镇。总面积18平方公里，人口3569人，人口密度198.3人/平方公里（2009年）。ISTAT代码为062067。